# Ботанічний сад Гватемали
Ботанічний сад Гватемали або Ботанічний сад університету Сан-Карлос (ісп. Jardín botánico de Guatemala, ісп. Jardín Botánico de la Universidad de San Carlos) — ботанічний сад у місті Гватемала, столиці однойменної країни. Міжнародний код ботанічного саду та гербарію GUFDN.
Ботанічним садом керує Центр досліджень охорони природи факультету хімічних наук і фармації Університету Сан-Карлос.

## Історія
У кінці XIX століття доктор Хуліо Росаль почав проектування саду і закладку перших колекцій. Земельна ділянка під ботанічний сад була подарована під час правління президента Карлоса Еррери 1921 року, урочисте відкриття першого ботанічного саду в Центральній Америці відбулося 29 грудня 1922 роки (збереглися деякі рослини, посаджені в цей період). Гербарій був створений 1923 року. Банк насіння, створений 1969 року, обмінюється інформацією і насінням з 300 ботанічними садами по всьому світу.

## Колекції
У ботанічному саду культивується близько 1400 видів рослин, з яких 80% є місцевими, а інші відносяться до інтродукованих видів з інших континентів.
Ботанічний сад орієнтований на розмноження і вирощування ендемічних видів, які ростуть в деяких районах Гватемали та мають дуже специфічні умови навколишнього середовища і схильні до вимирання.